# 今度の日曜日に
『今度の日曜日に』（こんどのにちようびに）は、2009年公開の日本映画である。

## ストーリー
ソラは日本に留学中の憧れの先輩を追いかけ、韓国・ソウルから長野の大学に映像留学にやってくる。しかし先輩は家庭の事情で帰国することになり、ひとり日本に残されたソラの寂しさは募るばかりだった。そんなある日、ソラは大学のトイレでドジな用務員・松元と出会う。ソラは松元を大学の課題「興味の行方」の被写体に選び、取材を重ねていくが……。

## キャスト
- 松元茂：市川染五郎
- チェ・ソラ：ユンナ
- イ・ヒョンジュン：ヤン・ジヌ
- ハ・スジョン：チョン・ミソン
- 伊坂美奈子：大和田美帆
- 大村敦史：中村俊太
- 神藤光司竹中直人
- 峯村リエ
- 樋口浩二
- 谷川昭一朗
- 上田耕一

## スタッフ
- 監督：けんもち聡
- 脚本：けんもち聡
- プロデューサー：小澤俊晴、恒吉竹成、植村真紀、斎藤寛朗
- 助監督：荻野馨
- 撮影：猪本雅三
- 美術：野口隆二
- 音楽：渡辺善太郎
- 照明：赤津淳一
- 録音：浦田和治
- 製作・配給：ディーライツ
- 上映時間：105分

## 主題歌
- 「虹の向こう側」／ユンナ